# Templo de Birmingham (Alabama)
El Templo de Birmingham, Alabama, es uno de los templos construidos y operados por la Iglesia de Jesucristo de los Santos de los Últimos Días, el número 98 construido por la iglesia y el único construido en el estado de Alabama. Situado en el suburbio de Gardendale, a menos de 10 km al norte de la ciudad de Birmingham, el templo de mármol blanco consta de un solo pináculo y jardines que en la primavera son decorados con miles de flores que, a diferencia del interior del templo, están abiertos al público. 
Al templo, por su cercanía a las comunidades, acuden Santos de los Últimos Días provenientes del estado de Alabama, así como del norte del estado de Florida.

## Historia
Los primeros misioneros mormones en llegar al estado de Alabama fueron James Brown y John U. Eldridge, quienes arribaron en 1842. Unos pocos conversos se unieron a la recién fundada Iglesia en ese entonces, y la mayoría dejó Alabama para estar con el resto del cuerpo de la Iglesia en el oeste de los Estados Unidos. La mayor parte del trabajo proselitista reanudado en Alabama al comienzo del siglo XX se llevó a cabo en los alrededores del río Alabama. El número de conversos fue aumentando de manera más consistente una vez finalizada la Segunda Guerra Mundial. Para 2007, la iglesia SUD reportaba poco más de 34 mil fieles repartidos en 73 congregaciones.

## Construcción
La Primera Presidencia de la iglesia SUD anunció la construcción del templo en la ciudad de Birmingham el 14 de octubre de 1998. Tras el anuncio público, la iglesia en ese país buscó un terreno adecuado, considerando dos emplazamientos probables. Después de la inspección se evidenció inestabilidad en uno de los terrenos, y problemas legales obligaron a abandonar el segundo de los terrenos, decidiendo construir el templo religioso en un terreno que la iglesia poseía en el suburbio de Gardendale. La comunidad tiene la reputación de ser muy conservadora, y siempre se ha mostrado muy activa a la hora de oponerse a lo que considere influencias negativas para sus habitantes. En vista de ello, la construcción de un templo religioso se añadió a los recursos espirituales que la comunidad ha incentivado. 
La ceremonia de la primera palada tuvo lugar el 9 de octubre de 1999 presidida por las autoridades generales del área. El templo se construyó a base de mármol blanco imperial proveniente del estado de Vermont y cuenta con dos salones empleados para las ordenanzas SUD, dos salones de sellamientos matrimoniales y un batisterio. El templo tiene un área de 990 metros cuadrados de construcción en un terreno de 2,3 hectáreas.

## Dedicación
El templo SUD de la ciudad de Birmingham fue dedicado para sus actividades eclesiásticas en cuatro sesiones el 3 de septiembre de 2000, por el entonces presidente de la iglesia SUD Gordon B. Hinckley. Con anterioridad a ello, del 19 al 26 de agosto de ese mismo año, la iglesia permitió un recorrido público de las instalaciones y del interior del templo al que asistieron más de 21.000 visitantes. Unos 5.000 miembros de la iglesia e invitados asistieron a la ceremonia de dedicación, que incluye una oración dedicatoria.
El templo de Birmingham fue el templo número 41, y uno de los últimos en ser construido con especificaciones de menores proporciones con el fin de completar la meta del entonces presidente de la iglesia Gordon B. Hinckley de tener construidos 100 templos alrededor del mundo para fines del año 2000. Al igual que otros 35 templos, el templo de Birmingham cuenta con 10 700 pies cuadrados (994,1 m²) de construcción.